# Liste der Bodendenkmäler in Kaufbeuren
Auf dieser Seite sind die Bodendenkmäler in der schwäbischen kreisfreien Stadt Kaufbeuren zusammengestellt. Diese Tabelle ist eine Teilliste der Liste der Bodendenkmäler in Bayern. Grundlage ist die Bayerische Denkmalliste, die auf Basis des Bayerischen Denkmalschutzgesetzes vom 1. Oktober 1973 erstmals erstellt wurde und seither durch das Bayerische Landesamt für Denkmalpflege geführt wird. Die folgenden Angaben ersetzen nicht die rechtsverbindliche Auskunft der Denkmalschutzbehörde.

## Bodendenkmäler der Gemeinde Kaufbeuren

### Bodendenkmäler in der Gemarkung Ebenhofen
| Lage                              | Objekt                                  | Akten-Nr.     | Bild |
| --------------------------------- | --------------------------------------- | ------------- | ---- |
| Ebenhofen Biessenhofen (Standort) | Abschnittsbefestigung des Mittelalters. | D-7-8129-0008 |      |

### Bodendenkmäler in der Gemarkung Hirschzell
| Lage                             | Objekt | Akten-Nr.     | Bild |
| -------------------------------- | --- | ------------- | ---- |
| Hirschzell Kaufbeuren (Standort) | Abschnittsbefestigung vor- und frühgeschichtlicher Zeitstellung.                                                | D-7-8129-0046 |      |
| Hirschzell Kaufbeuren (Standort) | Burgstall des Mittelalters (Schlossberg).                                                                       | D-7-8129-0047 |      |
| Hirschzell Kaufbeuren (Standort) | Wallanlage der Bronzezeit.                                                                                      | D-7-8129-0048 |      |
| Hirschzell Kaufbeuren (Standort) | Grabhügel vorgeschichtlicher Zeitstellung.                                                                      | D-7-8129-0062 |      |
| Hirschzell Kaufbeuren (Standort) | Mittelalterliche und frühneuzeitliche Befunde im Bereich der Katholischen Pfarrkirche St. Thomas in Hirschzell. | D-7-8129-0092 |      |

### Bodendenkmäler in der Gemarkung Kaufbeuren
| Lage                  | Objekt | Akten-Nr.     | Bild |
| --------------------- | --- | ------------- | ---- |
| Kaufbeuren (Standort) | Freilandstation des Mesolithikums.                                                                                                 | D-7-8029-0105 |      |
| Kaufbeuren (Standort) | Grabhügel der Hallstattzeit. | D-7-8129-0004 |      |
| Kaufbeuren (Standort) | Verebnete Grabhügel vorgeschichtlicher Zeitstellung.                                                                               | D-7-8129-0005 |      |
| Kaufbeuren (Standort) | Siedlung der Bronzezeit, Abschnittsbefestigung des Mittelalters.                                                                   | D-7-8129-0007 |      |
| Kaufbeuren (Standort) | Grabhügel der Hallstattzeit. | D-7-8129-0009 |      |
| Kaufbeuren (Standort) | Mittelalterliche Vorgängerbauten der Katholischen Pfarrkirche St. Martin.                                                          | D-7-8129-0010 |      |
| Kaufbeuren (Standort) | Wüstung, Kirchenstandort und Körpergräber des Mittelalters.                                                                        | D-7-8129-0011 |      |
| Kaufbeuren (Standort) | Siedlung vorgeschichtlicher und mittelalterlicher Zeitstellung.                                                                    | D-7-8129-0019 |      |
| Kaufbeuren (Standort) | Siedlung des Neolithikums und der Bronzezeit, Werkplatz vor- und frühgeschichtlicher Zeitstellung.                                 | D-7-8129-0020 |      |
| Kaufbeuren (Standort) | Friedhof und Beinhaus des Mittelalters und der frühen Neuzeit.                                                                     | D-7-8129-0067 |      |
| Kaufbeuren (Standort) | Mittelalterliche und frühneuzeitliche Befunde im Bereich der ehemalige Spitalkirche St. Dominikus.                                 | D-7-8129-0072 |      |
| Kaufbeuren (Standort) | Mittelalterliche und frühneuzeitliche Befunde im Bereich der Altstadt von Kaufbeuren.                                              | D-7-8129-0081 |      |
| Kaufbeuren (Standort) | Spätmittelalterliche Stadtbefestigung von Kaufbeuren.                                                                              | D-7-8129-0082 |      |
| Kaufbeuren (Standort) | Mittelalterliche und frühneuzeitliche Befunde im Bereich der Katholischen Kapelle St. Blasius.                                     | D-7-8129-0083 |      |
| Kaufbeuren (Standort) | Kloster des Mittelalters und der frühen Neuzeit.                                                                                   | D-7-8129-0084 |      |
| Kaufbeuren (Standort) | Brücke der frühen Neuzeit. | D-7-8129-0087 |      |
| Kaufbeuren (Standort) | Grabhügel vorgeschichtlicher Zeitstellung.                                                                                         | D-7-8129-0090 |      |
| Kaufbeuren (Standort) | Mittelalterliche und frühneuzeitliche Befunde im Bereich der Katholischen Kongregationskirche St. Cosmas und Damian.               | D-7-8129-0099 |      |
| Kaufbeuren (Standort) | Frühneuzeitliche Befunde im Bereich des aufgelassenen alten städtischen Friedhofs mit abgebrochener Friedhofskirche St. Sebastian. | D-7-8129-0135 |      |

### Bodendenkmäler in der Gemarkung Kleinkemnat
| Lage                              | Objekt                                                                                             | Akten-Nr.     | Bild |
| --------------------------------- | -------------------------------------------------------------------------------------------------- | ------------- | ---- |
| Kleinkemnat Kaufbeuren (Standort) | Mittelalterliche und frühneuzeitliche Befunde im Bereich der Katholischen Pfarrkirche St. Stephan. | D-7-8129-0094 |      |
| Kleinkemnat Kaufbeuren (Standort) | Mittelalterliche Burg.                                                                             | D-7-8129-0096 |      |

### Bodendenkmäler in der Gemarkung Oberbeuren
| Lage                             | Objekt | Akten-Nr.     | Bild |
| -------------------------------- | --- | ------------- | ---- |
| Oberbeuren Kaufbeuren (Standort) | Frühmittelalterliche Reihengräber.                                                                              | D-7-8129-0042 |      |
| Oberbeuren Kaufbeuren (Standort) | Verebnete Grabhügel vorgeschichtlicher Zeitstellung.                                                            | D-7-8129-0043 |      |
| Oberbeuren Kaufbeuren (Standort) | Siedlung der römischen Kaiserzeit.                                                                              | D-7-8129-0088 |      |
| Oberbeuren Kaufbeuren (Standort) | Mittelalterliche und frühneuzeitliche Befunde im Bereich der Katholischen Pfarrkirche St. Dionysius Areopagita. | D-7-8129-0098 |      |